# Сонячний час
Сонячний час — система відліку часу, в якій як основна одиниця прийнятий інтервал (сонячна доба) між двома послідовними верхніми (або нижніми) кульмінаціями Сонця.
Справжній сонячний час вимірюється часовим кутом центра Сонця. Внаслідок нерівномірності видимого річного руху Сонця по екліптиці й нахилу екліптики до екватора справжній сонячний час плине нерівномірно, внаслідок чого він незручний для практичного життя. Наприклад, тривалість справжньої сонячної доби 22 грудня приблизно на 50 с більша, ніж 23 вересня. Для усунення цього недоліку було запроваджено так зване середнє Сонце — фіктивна точка, що протягом року рухається по екліптиці рівномірно та здійснює один оберт за той же час, що й справжнє Сонце, яке рухається нерівномірно.
Система відліку часу, заснована на середньому Сонці називають середнім сонячним часом, а інтервал часу між двома послідовними однойменними його кульмінаціями — середньою сонячною добою, яку поділяють на середні сонячні години, хвилини й секунди.
Середній сонячний час вимірюється часовим кутом середнього Сонця. Різниця між середнім і справжнім сонячним часом називається рівнянням часу.